# Telem (partito politico 2019)
Telem (in ebraico תל״ם‎?) è stato un partito politico israeliano, fondato dall'ex ministro della difesa Moshe Ya'alon.

## Storia

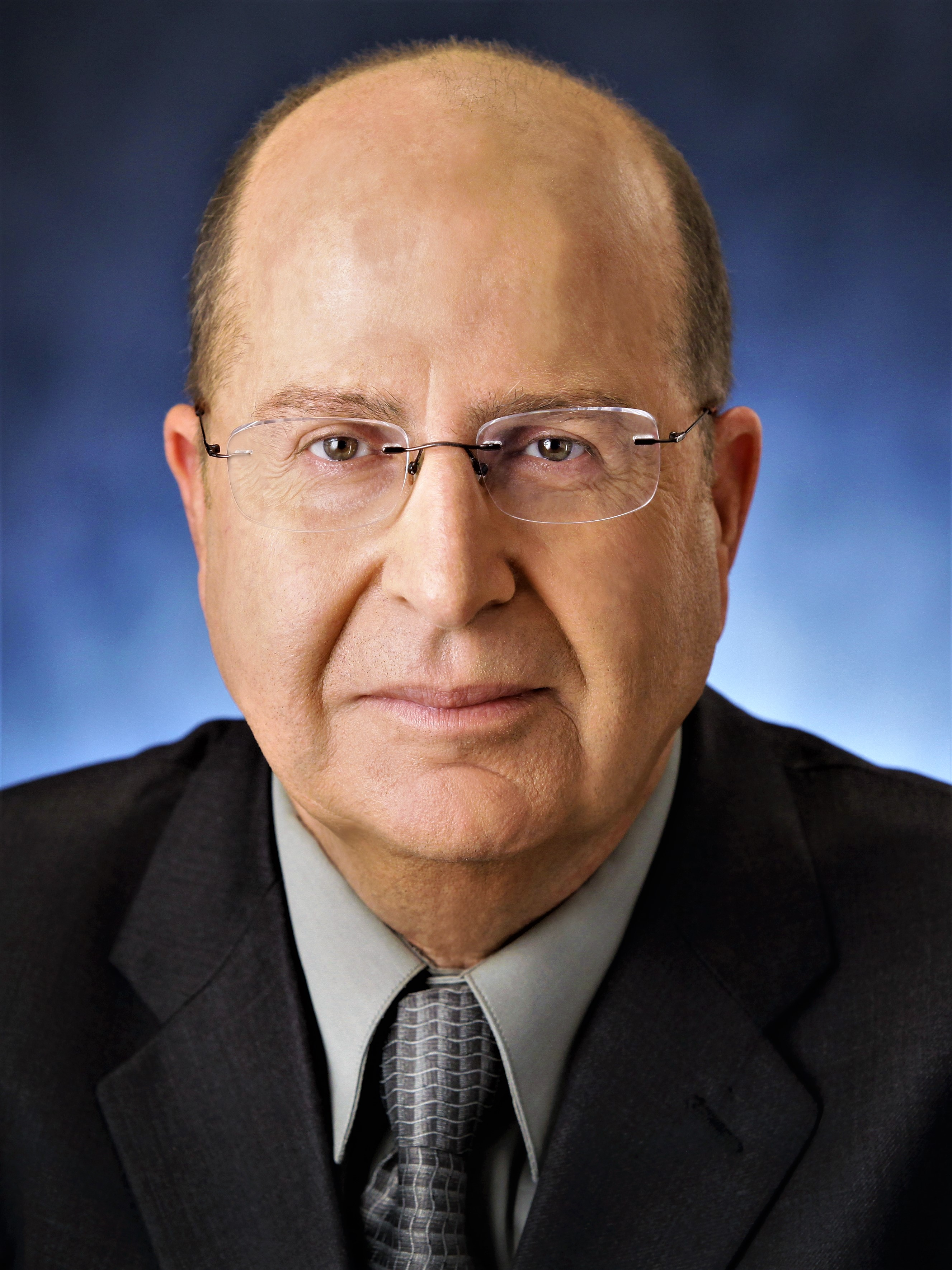
Moshe Ya'alon, il fondatore del partito e il suo unico presidente

Moshe Ya'alon, membro del Likud, si dimette da ministro della difesa nel maggio 2016 in seguito a divergenze col primo ministro Netanyahu causate dall'assassinio di un palestinese disarmato da parte di un membro delle Forze di difesa israeliane a Hebron.. Nel marzo 2017 abbandona il partito e annuncia che correrà contro Netanyahu nelle successive elezioni.
Il 2 gennaio 2019 Ya'alon registra il nome del suo nuovo partito, Telem, in onore dell'omonimo partito fondato nel 1981 dall'ex ministro della difesa Moshe Dayan.
In occasione delle elezioni dell'aprile 2019 Telem forma, insieme a Resilienza per Israele di Benny Gantz e Yesh Atid di Yair Lapid, l'alleanza Blu e Bianco.
In seguito alla decisione di Gantz di prendere parte al Governo Netanyahu V, il 29 marzo 2020 Telem e Yesh Atid abbandonano la coalizione Blu e Bianco e si pongono all'opposizione, creando il gruppo parlamentare Yesh Atid-Telem. I due parlamentari di Telem Yoaz Hendel e Zvi Hauser lasciano il partito e creano Derekh Eretz, seguendo Gantz nella maggioranza.
Il 9 gennaio 2021 il leader di Telem Moshe Ya'alon annuncia la separazione da Yesh Atid in vista delle elezioni di marzo. Il 1º febbraio annuncia che non parteciperà alle elezioni.

## Leader
|  | Leader | Leader        | Mandato inizio | Mandato fine |
|  | ------ | ------------- | -------------- | ------------ |
|  |        | Moshe Ya'alon | 2019           | 2021         |

## Risultati elettorali
| Elezioni       | Leader        | Voti            | %               | Seggi   | +/-     |
| -------------- | ------------- | --------------- | --------------- | ------- | ------- |
| Aprile 2019    | Moshe Ya'alon | In Blu e Bianco | In Blu e Bianco | 5 / 120 | -       |
| Settembre 2019 | Moshe Ya'alon | In Blu e Bianco | In Blu e Bianco | 5 / 120 | Stabile |
| 2020           | Moshe Ya'alon | In Blu e Bianco | In Blu e Bianco | 5 / 120 | Stabile |